# Belényesújlak
Belényesújlak falu Romániában, Bihar megyében.

## Fekvése
A Béli-hegység alatt, a Fekete-Körös mellett, Belényestől nyugatra fekvő település.

## Története
Belényesújlak még valamikor a 13. század első felében keletkezhetett. A 14. században püspöki birtok volt.
A település a törökök kiűzése után 1780-ig a római, később pedig a görögkatolikus püspökség birtoka volt.
1910-ben 1294 lakosából 926 magyar, 367 román volt. Ebből 352 görögkatolikus, 908 református, 12 izraelita volt.
A trianoni békeszerződés előtt Belényesújlak Bihar vármegye belényesi járásához tartozott.

## Nevezetességek
- Görögkatolikus temploma 1820-ban épült.
- Református temploma ősi épület, melyet az idők folyamán átalakítottak, azonban a hajdani templomhajó két nyugati része még felismerhető. Templomának harangját ruszkai Korniss Zsigmond 1631-ben öntette.
- A Zimánd patakban levő „csodaforrást” a környék szembetegei gyakran látogatták.